# 713. pěší divize (Wehrmacht)
713. pěší divize (německy 713. Infanterie-Division) byla pěší divize německé armády (Wehrmacht) za druhé světové války.

## Historie
Divize byla založena 2. května 1941 v rámci 15. mobilizační vlny a pod vedením generálmajora Franze Fehna umístěna do jižního Řecka. Dne 15. ledna 1942 byla na Krétě 713. pěší divize přejmenována na 1. krétskou brigádu.

## Velitelé
| Datum          | Hodnost      | Jméno      |
| -------------- | ------------ | ---------- |
| 3. květen 1941 | generálmajor | Franz Fehn |

## Členění
| Členění 713. pěší divize |
| ------------------------ |
| Infanterie-Regiment 733  |
| Infanterie-Regiment 746  |
| Artillerie-Abteilung 653 |
| Divisionseinheiten 713   |